# Ballot Resolution Meeting
Ballot Resolution Meeting (BRM) je druh zasedání komisí a podkomisí mezinárodních standardizačních organizací. BRM je součástí procesu schvalování standardů - jeho význam a role v rámci procesu jsou určeny direktivami příslušné organizace (např. ISO).
Při procesu schvalování nebo revize standardu lze použít rychlejší a jednodušší metodu, nazývanou Fast track, která vyžaduje méně času než normální procedury. Součástí zrychleného procesu může být (podle konkrétní standardizační organizace) proces řešení připomínek realizovaný právě v rámci BRM.
Je-li určitý text schvalován ve zrychleném procesu, každý zúčastněný člen komise pracující na textu může hlasovat pro přijetí nebo zamítnutí textu, a každý hlas může být doplněn připomínkami. K řešení těchto připomínek, které přidali ke svým hlasům členové komise, je určen právě Ballot Resolution Meeting. O textu navrženém ke schválení lze pak znovu hlasovat, přičemž členové komise mohou - na základě výsledku řešení připomínek - původní hlas změnit.
Přesné podmínky určují direktivy standardizačních organizací a jejich složek (v rámci ISO např. JTC1).